# مسابقه مرگ ۳: دوزخ
مسابقه مرگ ۳: جهنم (به انگلیسیDeath Race 3 : Inferno) یک فیلم اکشن آمریکایی محصول سال ۲۰۱۳ به کارگردانی رول رین است. این فیلم دنباله‌ای به مسابقه مرگ ۲ (۲۰۱۰) و پیشقدم برای فیلم مسابقه مرگ (۲۰۰۸) محسوب می‌شود و در ۲۲ ژانویه ۲۰۱۳ به صورت فیلم ویدئویی منتشر شد.

## بازیگران
- لوک گاس ... کارل "لوک" لوکاس / فرانکشتاین
- تانیت فونیکس ... بانک کاترینا
- دنی ترخو ... گلدبرگ
- فردریک کوهلر
- وینگ ریمز
- دوگری اسکات ... نیلز یورک / فرانکشتاین ، او توسط ماشین دروازه جو در مسابقه مرگ (۲۰۰۸) کشته شد.
- رابین شو
- کیم سستر ... اولیویا
- راکان هاوارد